# Anthracotheriidae
Az Anthracotheriidae az emlősök (Mammalia) osztályának párosujjú patások (Artiodactyla) rendjébe, ezen belül a Whippomorpha alrendjébe tartozó fosszilis család.
Ennek a fosszilis emlőscsaládnak a legközelebbi rokonai a ma is élő vízilófélék (Hippopotamidae) családja, amelyekkel parafiletikus csoportot alkotnak; azaz a csoport tagjai visszavezethetők egy közös ősre, viszont a csoport maga nem tartalmazza annak a bizonyos legközelebbi közös ősnek az összes leszármazottját.

## Előfordulásuk
Az Anthracotheriidaek vízilószerű párosujjú patás állatok voltak, amelyek közeli rokonságban álltak a vízilovakkal és a cetekkel (Cetacea). A legősibb alakjuk az Ázsiában élt, középső eocén korszaki Elomeryx volt. Ezek az állatok az idők során számos fajjá fejlődtek Afrika és Eurázsia területein. Az oligocén korban néhány fajuk eljutott Észak-Amerikába is. A miocén korban ezek az ősállatok Európában és Afrikában kihaltak; valószínűleg az éghajlatváltozásnak a következtében, valamint az újabb párosujjú patásokkal (vízilófélék és disznófélék (Suidae)) való versengésben. A legújabb Anthracotheriidae-fajok, azaz a Merycopotamus-ok Ázsiában fejlődtek ki, de a késő pliocén korszakban már ezek is kihaltak.

## Felfedezésük, nevük
Az elsőként felfedezett ilyen állat az Anthracotherium volt; róla nevezték el e fosszilis emlőscsaládot. A nevének a magyar jelentése: „szén szörny”, mivel az első maradványokat Franciaországban a paleogén földtörténeti időszakbeli szénrétegekben fedezték fel. Pakisztán északi részén levő Pothohar síkságon számos miocén kori maradvány került elő; ezeket a Harvard Egyetem és a Geological Survey of Pakistan közös projektje alkalmával tárták fel.

## Megjelenésük
Az Anthracotheriidae-fajok körülbelül úgy nézhettek ki, mint egy disznószerű vékony víziló, amelynek a testéhez képest kis és keskeny feje van. Fajtól függően mindegyik lábukon 4 vagy 5 ujjuk volt; talpaik szélesek voltak, hogy megkönnyítsék a mocsaras élőhelyeken való járásukat. A szájukban körülbelül 44 fog ült; a felső nagyőrlőkön öt-öt félkör alakú mélyedés látható. Egyes fajok fogai a vízinövények gyökereinek a kitúrására alkalmazkodtak.

## Rendszerezés
A családba az alábbi 3 alcsalád és 18 nem tartozik:
- †Anthracotheriinae Leidy, 1869
  - †Anthracohyus
  - †Anthracothema (Pilgrim & Cotter, 1916)
  - †Anthracotherium G. Cuvier, 1822 - típusnem
  - †Heptacodon Marsh, 1894
  - †Siamotherium
- †Bothriodontinae Scott & Jepsen, 1940
  - †Aepinacondon Troxell, 1921
  - †Afromeryx Pickford, 1991
  - †Arretotherium Douglass, 1901
  - †Brachyodus (Gervais, 1859)
  - †Bothriogenys Schmidt, 1913
  - †Elomeryx Marsh, 1894
  - †Hemimeryx Lydekker, 1883
  - †Kukusepasutanka Macdonald, 1956
  - †Libycosaurus Bonnarelli, 1947
  - †Merycopotamus Falconer & Cautley, 1847
  - †Sivameryx Lydekker, 1883
- †Microbunodontinae
  - †Anthracokeryx
  - †Microbunodon Deperet, 1908

## Képek

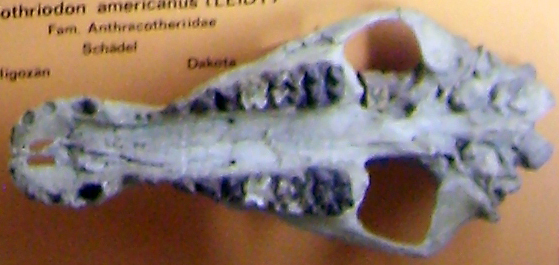
Ancodon koponya
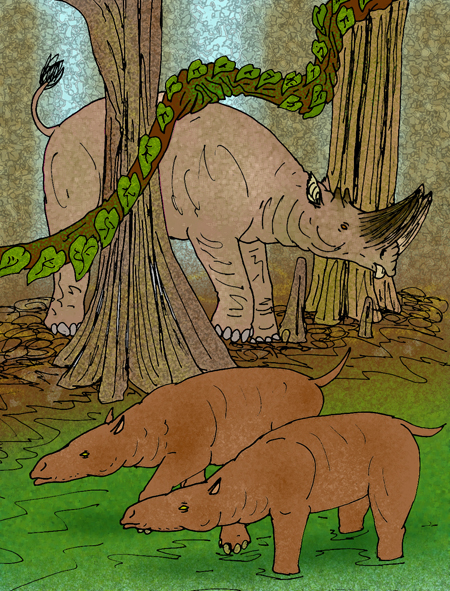
Bothriogenys fraasi - az alsó, kisebb állatok
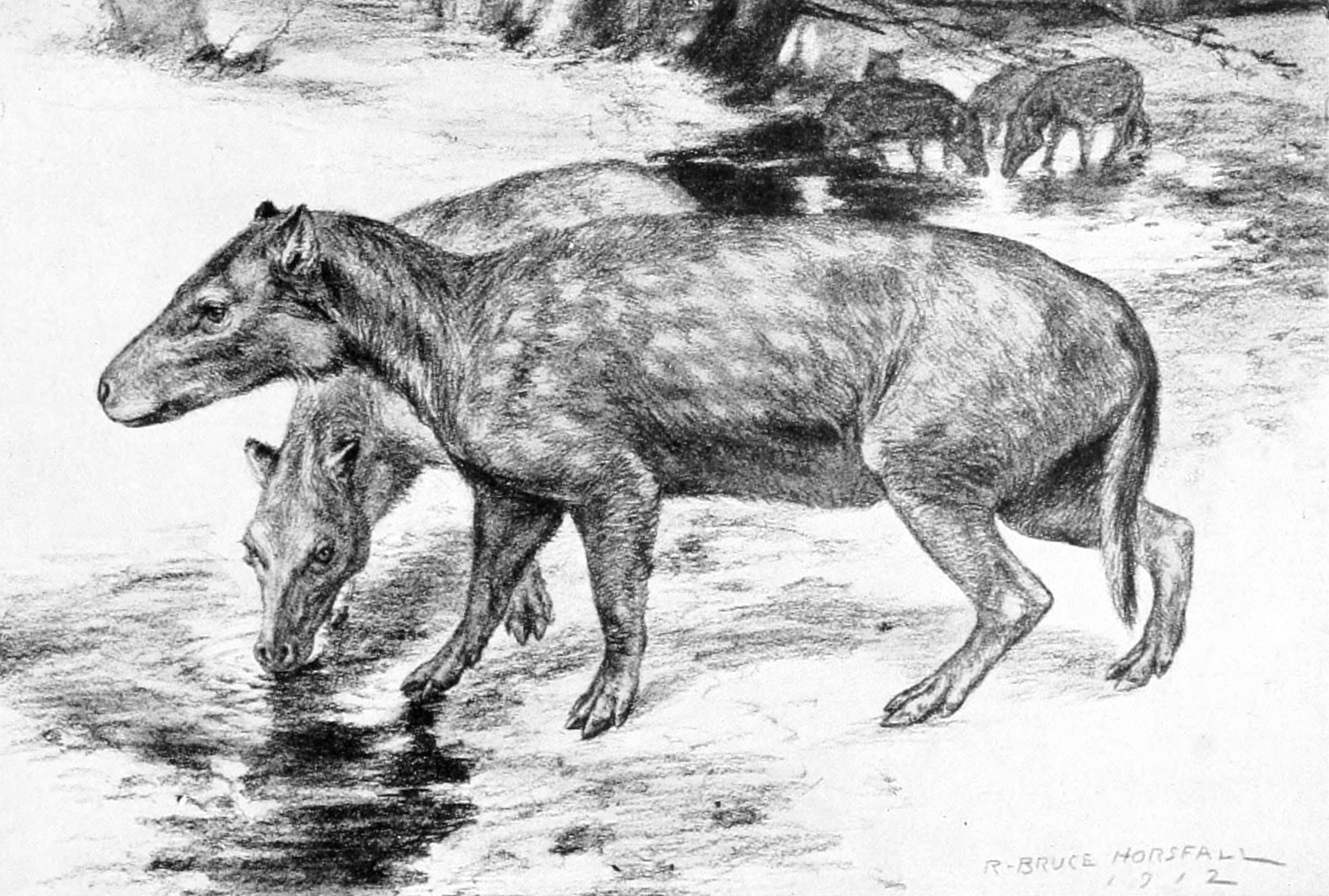
Elomeryx armatus

### Fordítás
- Ez a szócikk részben vagy egészben  az   Anthracotheriidae című angol Wikipédia-szócikk ezen változatának fordításán alapul.  Az eredeti cikk szerkesztőit annak laptörténete sorolja fel. Ez a jelzés csupán a megfogalmazás eredetét és a szerzői jogokat jelzi, nem szolgál a cikkben szereplő információk forrásmegjelöléseként.